# San Teodoro (Sicilia)
San Teodoro es una localidad italiana de la provincia de Mesina, región de Sicilia, con 1.481 habitantes.

Ubicación de la ciudad de San Teodoro (Sicilia) dentro de la provincia de Mesina.

## Evolución demográfica
| Gráfica de evolución demográfica de San Teodoro entre 1861 y 2001 |
|                                                                   |
| Fuente ISTAT - Elaboración gráfica por parte de Wikipedia         |